# Lanfranco Margotti
Lanfranco Margotti (Colorno, settembre 1559 – Roma, 28 novembre 1611) è stato un cardinale e vescovo cattolico italiano.

## Biografia
Nacque nel 1559. Terminati gli studi, entrò nel collegio dei notai di Parma il 23 gennaio 1574.
Papa Paolo V lo elevò al rango di cardinale nel concistoro del 24 novembre 1608. Durante tutto il suo cardinalato non ci fu nessun conclave.
Morì il 28 novembre 1611 e fu sepolto nella basilica di San Pietro in Vincoli.

### Opere
- Discorso et instructione tanto per li signori cardinali quanto per qualsivoglia conclavista, 1605
- Lettere scritte per lo più nei tempi di Paolo V a nome del sig. cardinal Borghese, pubblicate postume e raccolte da Pietro de Magistris di Calderola
- Raccolta di ottanta lettere e pubblicata a Padova nel 1635, allegata allo scritto di Girolamo Lunadoro Relatione della corte di Roma e de' riti da osservarsi in essa e dei suoi magistrati e offitii con la loro giurisdittione

## Genealogia episcopale e successione apostolica
La genealogia episcopale è:
- Cardinale Guillaume d'Estouteville, O.S.B.Clun.
- Papa Sisto IV
- Papa Giulio II
- Cardinale Raffaele Sansone Riario
- Papa Leone X
- Papa Paolo III
- Cardinale Francesco Pisani
- Cardinale Alfonso Gesualdo di Conza
- Papa Clemente VIII
- Papa Paolo V
- Cardinale Lanfranco Margotti

La successione apostolica è:
- Vescovo Ottavio Mancini (1611)